# Одер-Шпре
Одер-Шпре (нем. Oder-Spree-Kanal) — канал в Германии, в Берлине и районах Даме-Шпревальд и Одер-Шпре земли Бранденбург, соединяющий реки Даме (бассейн Северного моря) и Одру (бассейн Балтийского моря).
Длина канала составляет 83,7 км, его средняя глубина 1,85 м. Имеется 5 шлюзов. По каналу возможен проход судов водоизмещением до 750 тонн. На канале расположены города Фюрстенвальде и Айзенхюттенштадт.

## Галерея
- Памятник Одер-Шпре-Канал
- Шлюз на  Одер-Шпре
- Мост через канал Одер-Шпре